# アーロン・クレスウェル
アーロン・クレスウェル (Aaron William Cresswell，1989年12月15日 - )は、イングランド・マージーサイド州リヴァプール出身のサッカー選手。プレミアリーグ・ウェストハム・ユナイテッドFC所属。ポジションはDF。イングランド代表。

## 経歴

### クラブ
リヴァプールで生まれ育ったクレスウェルは、小学生時に同じマージーサイド州に本拠地を置くトレンメア・ローヴァーズFCのアカデミーに入団。ユースチームで力を付け、2008年にプロデビュー。主力として活躍した後、2011年7月にイプスウィッチ・タウンFCに移籍。新天地でも主力として活躍した。
2014年7月3日、ウェストハム・ユナイテッドFCと契約し、念願のプレミアリーグでのプレーが実現。2014-15シーズン開幕戦のトッテナム・ホットスパーFC戦でプレミアリーグデビューを飾り、11月のニューカッスル・ユナイテッドFC戦では、プレミアリーグ初ゴールを決めるなど、加入1年目ながら不動の左サイドバックとして奮闘し、リーグ戦全38試合に出場。クラブが選ぶ年間最優秀選手に選出されるなど充実したシーズンを送り、7月には2020年までの契約に合意した。
2019-20シーズンは第6節のマンチェスター・ユナイテッドFC戦で試合終了間際に追加点の2点目を決め、2-0の勝利に貢献した。2019年10月9日には契約を2023年まで延長した。

### 代表
世代別代表でのプレー経験はなかったが、2016年11月16日に行われたスペインとの親善試合で後半34分から途中出場を果たし、イングランド代表デビューを果たした。

## 個人成績
| クラブ                     | シーズン     | リーグ             | リーグ | リーグ | FAカップ | FAカップ | リーグカップ | リーグカップ | その他 | その他 | 合計 | 合計 |
| クラブ                     | シーズン     | リーグ             | 出場   | 得点   | 出場     | 得点     | 出場         | 得点         | 出場   | 得点   | 出場 | 得点 |
| -------------------------- | ------------ | ------------------ | ------ | ------ | -------- | -------- | ------------ | ------------ | ------ | ------ | ---- | ---- |
| トレンメア・ローヴァーズ   | 2008-09      | リーグ1            | 13     | 1      | 1        | 0        | 0            | 0            | 0      | 0      | 14   | 1    |
| トレンメア・ローヴァーズ   | 2009-10      | リーグ1            | 14     | 0      | 0        | 0        | 2            | 0            | 1      | 0      | 17   | 0    |
| トレンメア・ローヴァーズ   | 2010-11      | リーグ1            | 43     | 4      | 1        | 1        | 2            | 0            | 3      | 0      | 49   | 5    |
| イプスウィッチ・タウン     | 2011-12      | チャンピオンシップ | 44     | 1      | 1        | 0        | 1            | 0            | —      | —      | 46   | 1    |
| イプスウィッチ・タウン     | 2012-13      | チャンピオンシップ | 46     | 3      | 1        | 0        | 2            | 1            | —      | —      | 49   | 4    |
| イプスウィッチ・タウン     | 2013-14      | チャンピオンシップ | 42     | 2      | 1        | 0        | 0            | 0            | —      | —      | 43   | 2    |
| ウェストハム・ユナイテッド | 2014-15      | プレミアリーグ     | 38     | 2      | 4        | 0        | 0            | 0            | —      | —      | 42   | 2    |
| ウェストハム・ユナイテッド | 2015-16      | プレミアリーグ     | 37     | 2      | 6        | 0        | 1            | 0            | 3      | 0      | 47   | 2    |
| ウェストハム・ユナイテッド | 2016-17      | プレミアリーグ     | 26     | 0      | 1        | 0        | 2            | 0            | 0      | 0      | 29   | 0    |
| ウェストハム・ユナイテッド | 2017-18      | プレミアリーグ     | 36     | 1      | 1        | 0        | 2            | 0            | —      | —      | 39   | 1    |
| ウェストハム・ユナイテッド | 2018-19      | プレミアリーグ     | 20     | 0      | 0        | 0        | 2            | 0            | —      | —      | 22   | 0    |
| ウェストハム・ユナイテッド | 2019-20      | プレミアリーグ     | 12     | 3      | 0        | 0        | 1            | 0            | —      | —      | 13   | 3    |
| ウェストハム・ユナイテッド | 通算         | 通算               | 169    | 8      | 12       | 0        | 8            | 0            | 3      | 0      | 192  | 8    |
| キャリア通算               | キャリア通算 | キャリア通算       | 372    | 19     | 17       | 1        | 15           | 1            | 7      | 0      | 410  | 21   |